# Market basket analysis
Il market basket analysis (letteralmente "analisi del paniere" in inglese) è quel processo di analisi di affinità che analizza le abitudini di acquisto dei clienti nella vendita al dettaglio, trovando associazioni su diversi prodotti comprati, tale processo è utile per l'adozione di strategie di marketing ad hoc.
Tecnicamente si pensa all'insieme degli oggetti che possono essere comprati al supermercato, ogni oggetto sarà rappresentato da una variabile booleana che starà ad indicare se è stato acquistato o meno, ogni carrello quindi sarà rappresentato da un vettore di booleani.
È ora possibile scoprire pattern sotto forma di regole di associazione A=>B dove A e B sono sottoinsiemi dell'universo di oggetti che possono essere acquistati, la loro intersezione deve essere l'insieme vuoto. Un insieme di oggetti venduti è detto itemset, un itemset contenente k oggetti è denominato k-itemset. A corredo di ogni regola di associazione si utilizzano misure quali il supporto e la confidenza, regole che avranno tali indici inferiori rispetto a una predeterminata soglia (minimo supporto e minima confidenza) saranno scartate in quanto non interessanti, viceversa saranno dette regole forti, l'itemset dal quale la regola forte è stata generata è usualmente denominato frequent itemset.
Il supporto è definito da 
supporto(A => B) = Prob(A ∩ B)
mentre la confidenza con
confidenza(A => B) = Prob(B | A)
Il processo è un processo a due fasi, prima saranno cercati i frequent itemset e successivamente saranno create le regole di associazione corrispondenti.